# Coreca
Coreca (italienisch korekaⓘ) (Coraca oder Corica) ist eine Fraktion von Amantea in der italienischen Provinz Cosenza, an der Grenze zu Campora San Giovanni (Kalabrien). Der Ort hat 650 Einwohner.

## Physiogeographie

### Gebiet
Coreca ist von Westen her dem südlichen Tyrrhenischen Meer zugewandt und von der Hauptstadt Amanteas im Süden umgeben. Der Ort beginnt dort, wo sich die Grenze zu Campora San Giovanni befindet. Das Gebiet besteht hauptsächlich aus einem Felsvorsprung; hier befinden sich die Grotte di Coreca; in der Ebene liegt das Stadtzentrum. Es gibt hügelige weite Strände. Das Klima ist mild.

## Ortsteile
| - Formiciche - Giascogne (im örtlichen Dialekt Juascugnu) - Grotte (im örtlichen Dialekt i Grutti) | - La Pietra (im örtlichen Dialekt a Petraja) - Marinella (seit 2011) - Oliva (seit 2011) | - Stritture (bis 2008, anschließend zu Campora San Giovanni und erneut seit 2011 zu Coreca) - Salto da Zita - Scogliera |

## Geschichte
Der Ort, darauf verweist der Name, geht wohl auf die griechische Zeit zurück.
Um die Küste Mitte des 16. Jahrhunderts vor Piraterie, vor allem der Barbareskenstaaten zu schützen, wurden bauliche Maßnahmen erforderlich. 1550 entstanden daher Wachtürme entlang der Küste, einer an der Grenze nach Belmonte, nämlich der heute weitgehend verschwundene Torre Vierri, einer auf dem Kap Coreca, schließlich ein weiterer in Campora San Giovanni. Den Turm bei Coreca nahm 1681 der Korporal (‚caporale‘) Ignazio Magnicaro in Besitz.

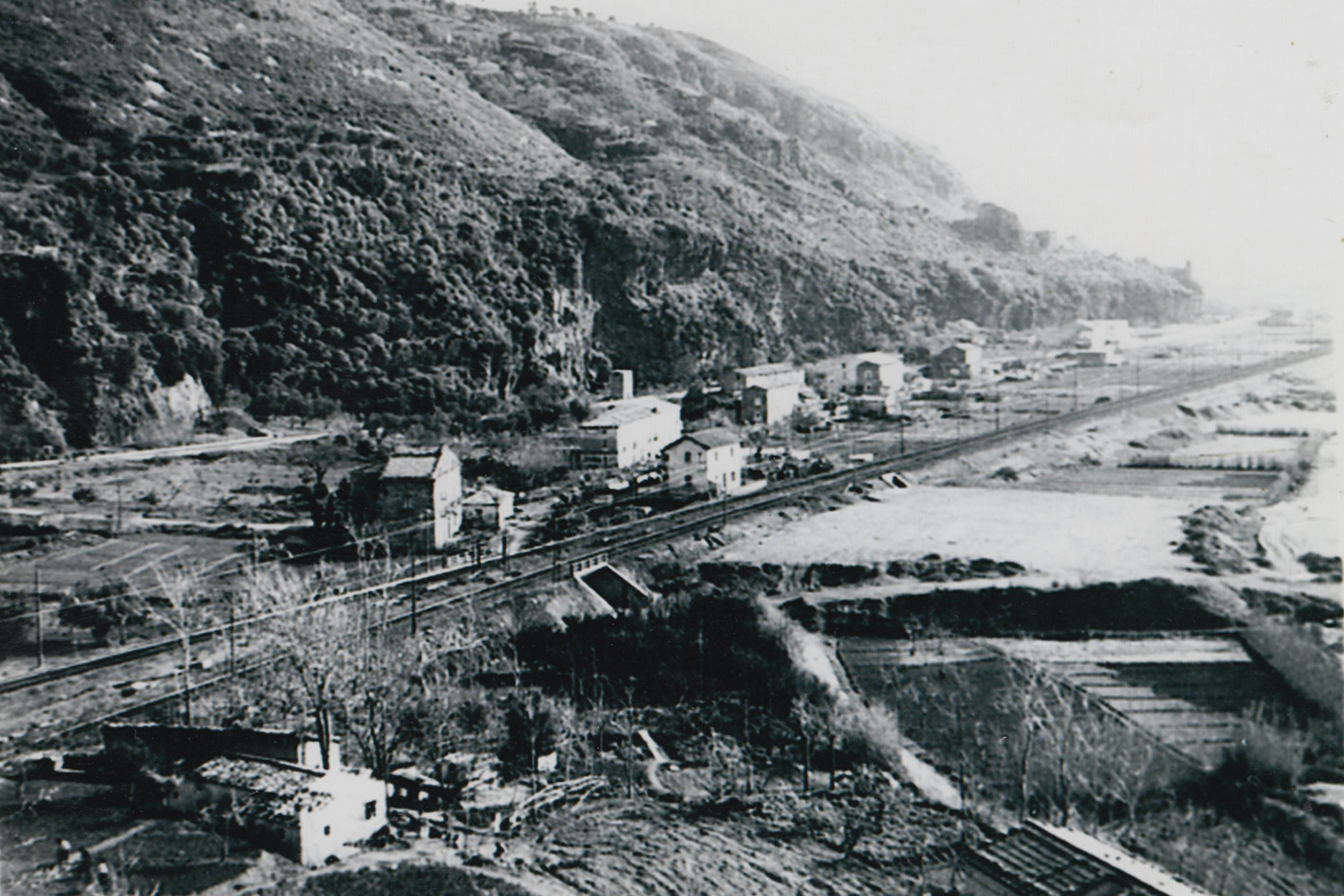
Coreca im 1950

2015 begann der Streit um eine gewaltige Barriere, die vor dem Felsen von Coreca (Scoglio di Coreca) errichtet werden sollte, den schon Odysseus „Koreca petre“ genannt haben soll. Da der Felsen nicht gefährdet war, bildete sich eine Bürgerinitiative gegen das Vorhaben. 2017 wurde das Gebiet durch die Vergiftung des Flusses Oliva mit Industrieabfällen bekannt, wobei ein Gericht die Angeklagten freisprach.

## Wirtschaft
Durch die Nähe zu Campora San Giovanni ist die wirtschaftliche Hauptquelle Corecas der Tourismussektor, der sich dank der Schönheit der Küste entwickelt: Die Felsen sind in Coreca hoch geschätzt. Seit den sechziger Jahren werden sie fotografiert und als Standort für den Amateurfunk genutzt. Eine kleine Einwohneranzahl ist in der Landwirtschaft tätig. Es erfolgt der Anbau von Zwiebeln, Zitrusfrüchten und Kartoffeln. Weiterhin gibt es Geflügel- und Schweinezucht im industriellen Maßstab.
Die wirtschaftliche Lage wird von kleinen Unternehmen in der Bau-, Textil-, Lebensmittel-, Wertpapier- und Mechanikbranche charakterisiert. Es gibt eine Anzahl von Berufspendlern nach Cosenza, Catanzaro und Lamezia Terme.

## Fotogalerie

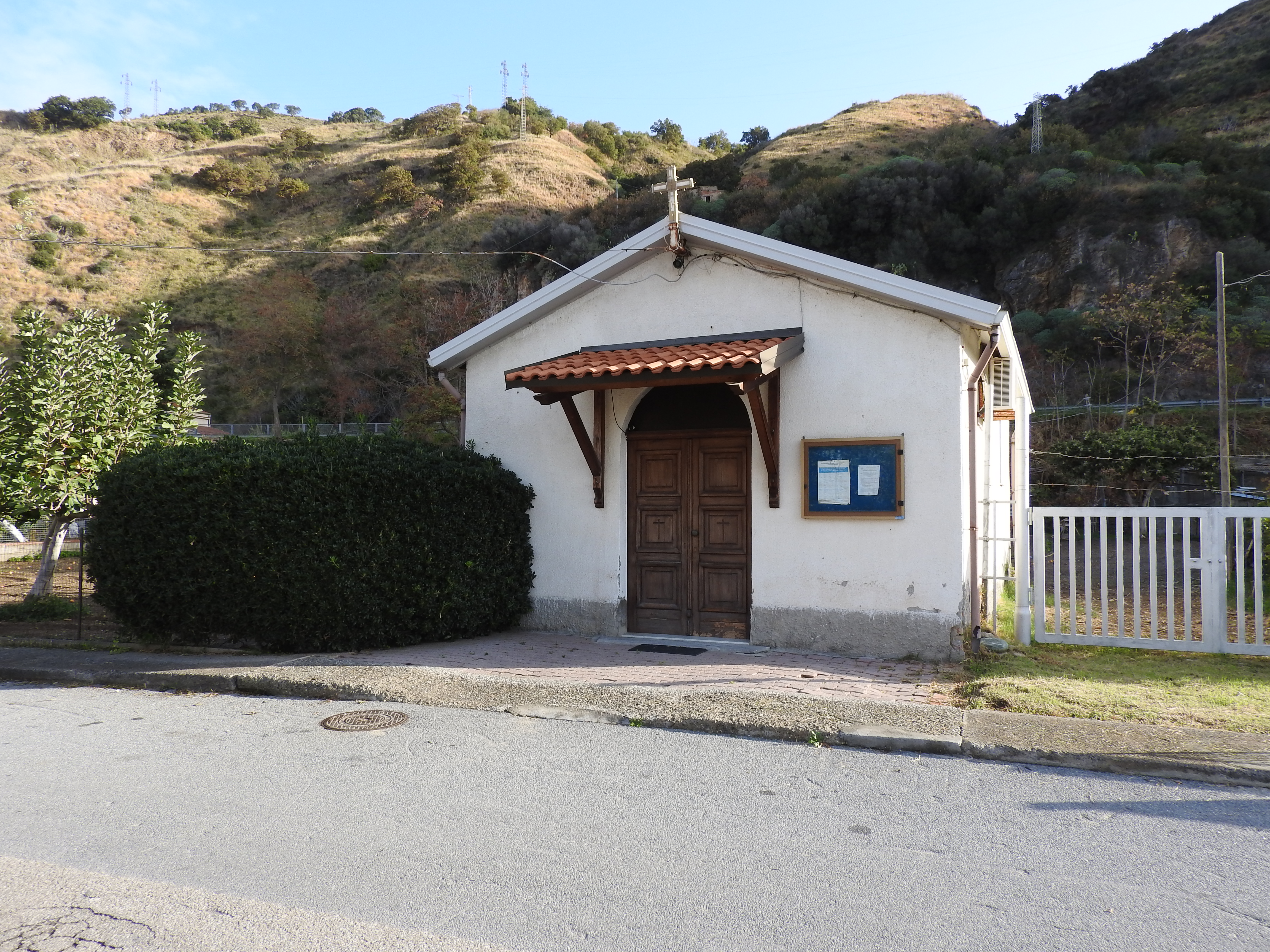
Kirche Unserer Lieben Frau der Engel in Coreca
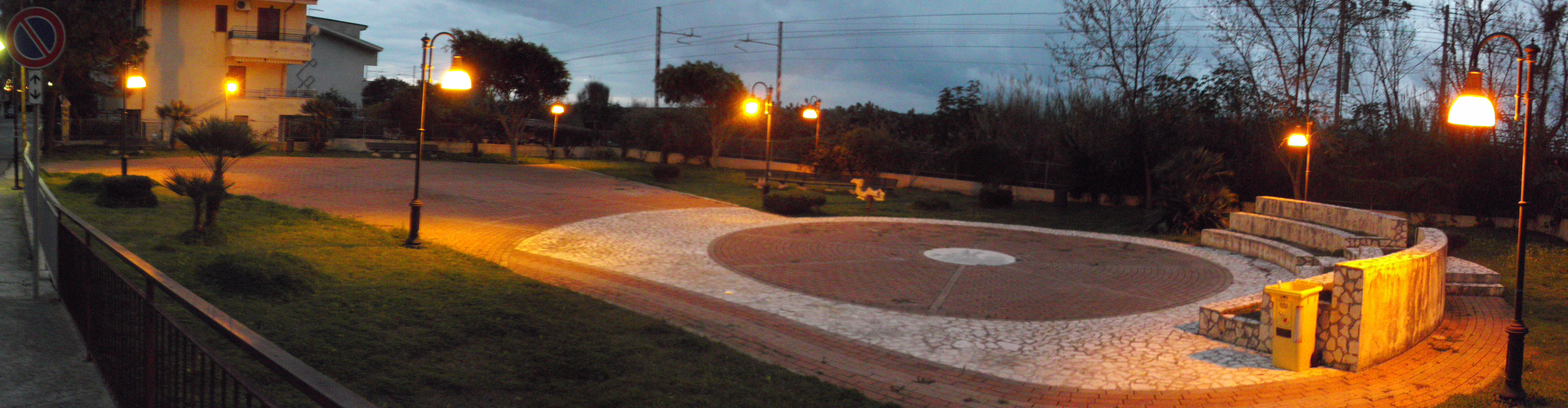
Der Platz von Coreca in einer Abendansicht
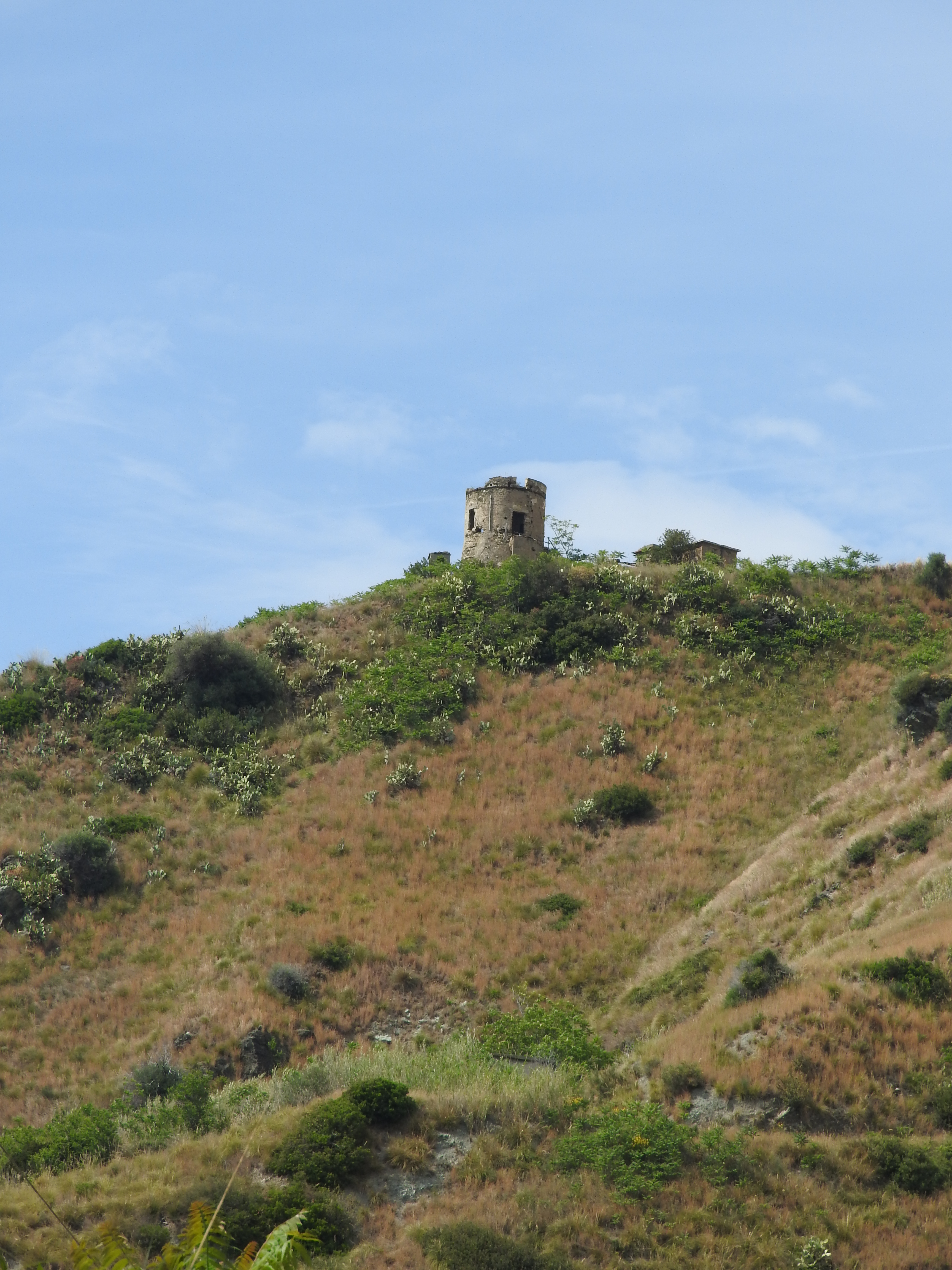
Der Turm „Turriella“
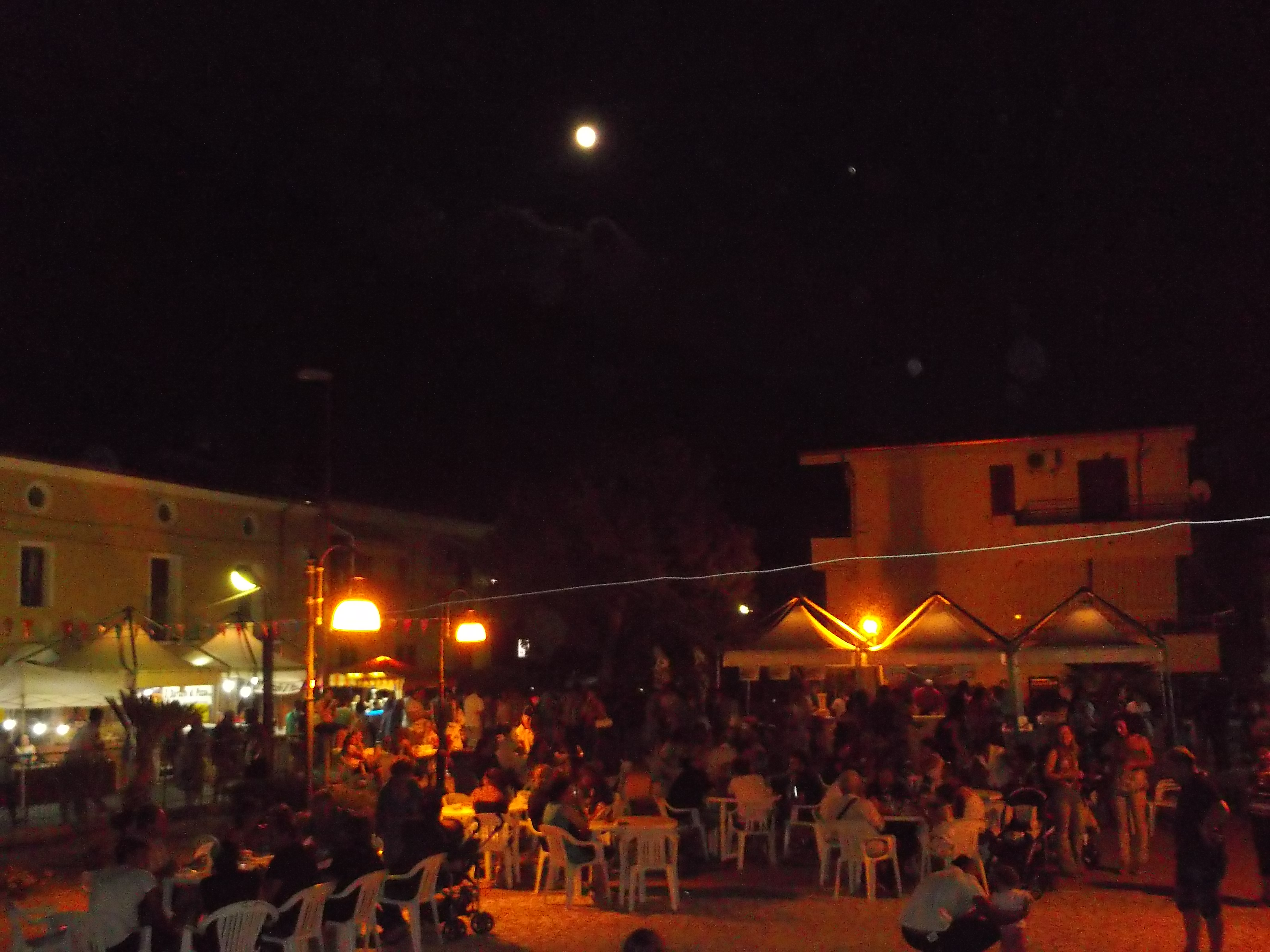
Der Coreca-Platz während einer Sommerveranstaltung
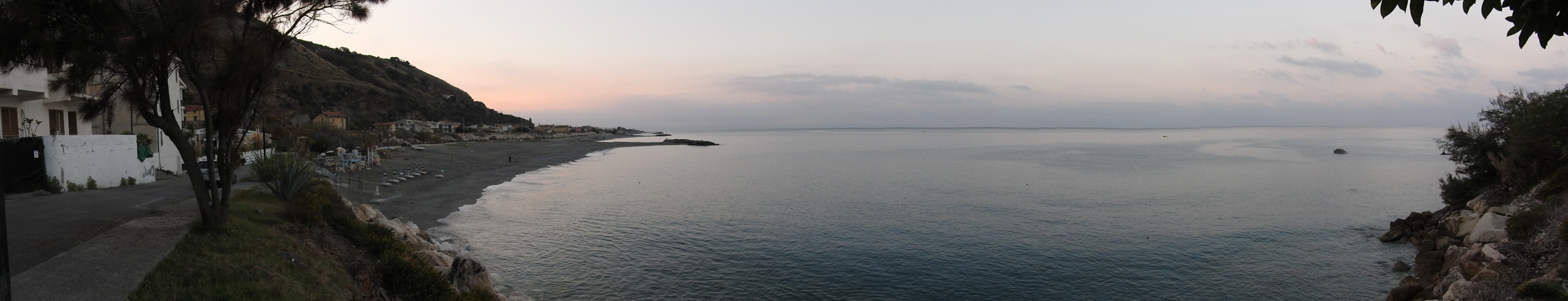
Bucht von Coreca
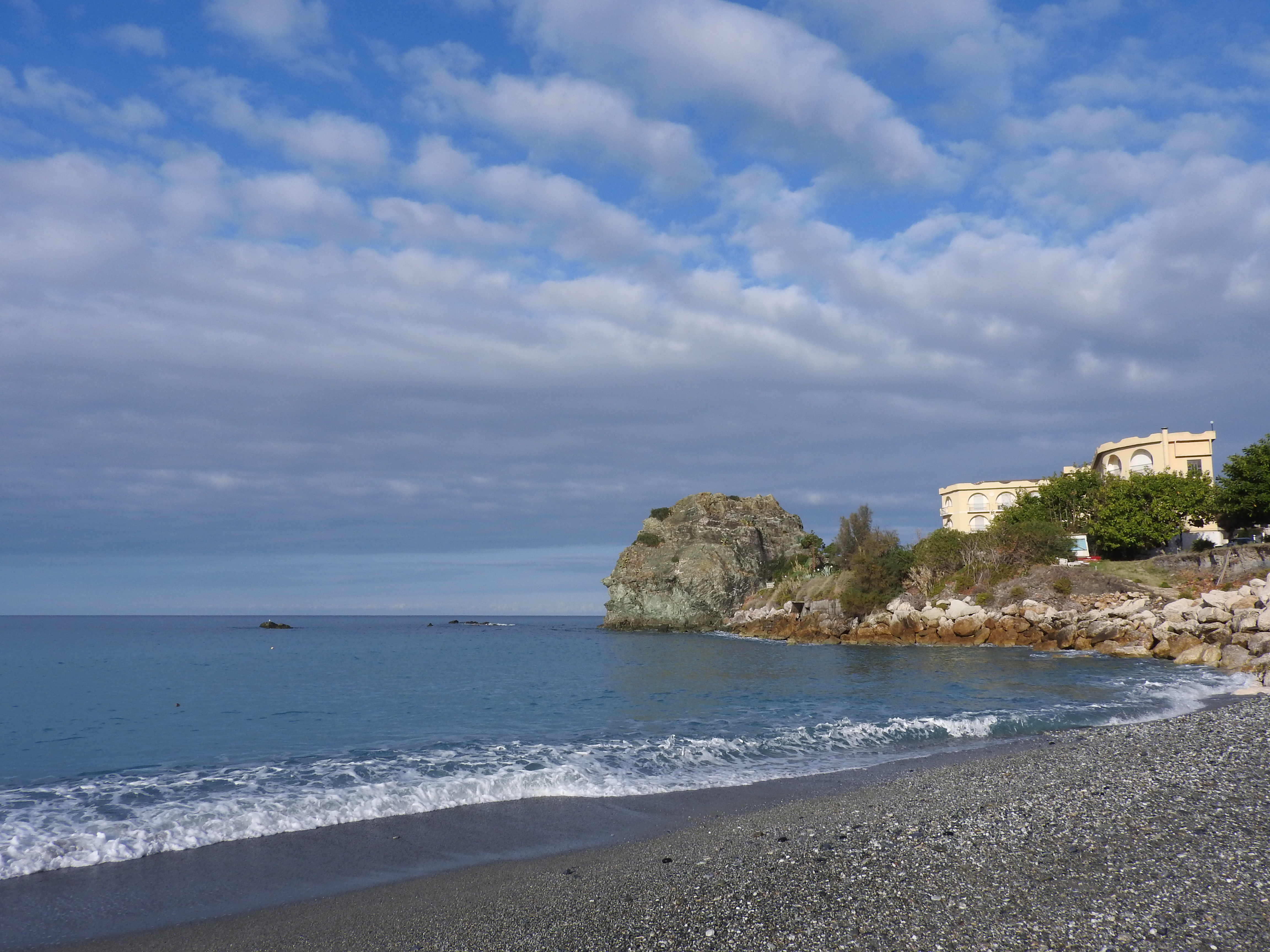
Der Strand von Coreca mit Blick auf die Klippe

## Belege
1. ↑  Susanna Miceli: Amantea sul finire del Settecento. Uomini, natura, società. Due Emme, 1996, S. 9.
2. ↑  Pier Paolo Balbo: Per un atlante della Calabria. Territorio, insediamenti storici, manufatti architettonici. Gangemi, 1993, S. 610.
3. ↑    Archivio di Stato Cosenza, Notar Natale Carvano, Amantea, 5 maggio 1681, f. 27 (nach: Quadro storico-ambientale della provincia di Cosenza in età feudale. tesi di laurea, Cosenza o. J., S. 95, Anm. 193).
4. ↑  Intervento sulla massicciata a protezione dello scoglio di Coreca. In: Comitato Civico Natale de Grazia, 7. Februar 2015. Auf ComitatoDeGrazia.org (italienisch), abgerufen am 1. Mai 2021.
5. ↑  Inquinamento fiume Oliva, il caso in Parlamento europeo. Chiesta l’istituzione di un Fondo per la bonifica. In: Comitato Civico Natale de Grazia, 15. März 2017. Auf ComitatoDeGrazia.org (italienisch), abgerufen am 1. Mai 2021.